# Giải Goya cho nam diễn viên phụ xuất sắc nhất
Giải Goya cho nam diễn viên phụ xuất sắc nhất (tiếng Tây Ban Nha Premio Goya a la mejor interpretación masculina de reparto) là một trong các giải Goya dành cho nam diễn viên đóng vai phụ trong một phim, được bầu chọn là xuất sắc nhất. Giải này được lập từ năm 1987.

## Các diễn viên đoạt giải & được đề cử

### Thập niên 1980
- 1987 Miguel Rellán - Tata mía
  - Agustín González - Mambrú se fue a la guerra
  - Antonio Banderas - Matador

- 1988 Juan Echanove - Divinas palabras
  - Agustín González - Moros y cristianos
  - Pedro Ruiz - Moros y cristianos

- 1989 José Sazatornil - Espérame en el cielo
  - Ángel de Andrés López - Bâton rouge
  - Jorge Sanz - El lute II: mañana seré libre
  - Guillermo Montesinos - Mujeres al borde de un ataque de nervios
  - José Luis Gómez - Remando al viento

### Thập niên 1990
- 1990 Adolfo Marsillach - Esquilache
  - Enrique San Francisco - El baile del pato
  - Fernando Guillén - La noche oscura
  - Juan Echanove - El vuelo de la paloma
  - Juan Luis Galiardo - El vuelo de la paloma
  - Manuel Huete - El vuelo de la paloma

- 1991 Gabino Diego - ¡Ay, Carmela!
  - Juan Echanove - A solas contigo
  - Francisco Rabal - ¡Átame!

- 1992 Juan Diego - El rey pasmado
  - José Luis Gómez - Beltenebros
  - Javier Gurruchaga - El rey pasmado

- 1993 Fernando Fernán Gómez - Belle Époque
  - Gabino Diego - Belle Époque
  - Enrique San Francisco - Orquesta Club Virginia

- 1994 Fernando Valverde - Sombras en una batalla
  - Juan Echanove - Mi hermano del alma
  - Javier Gurruchaga - Tirano Banderas

- 1995 Javier Bardem - Días contados
  - Óscar Ladoire - Alegre ma non troppo
  - Agustín González - Los peores años de nuestra vida

- 1996 Luis Ciges - Así en el cielo como en la tierra
  - Fernando Guillén Cuervo - Boca a boca
  - Federico Luppi - La Ley de la frontera

- 1997 Luis Cuenca - La buena vida
  - Jordi Mollà - La celestina
  - Mancho Novo - La celestina

- 1998 José Sancho - Carne trémula
  - Antonio Valero - El color de las nubes
  - Juan Jesús Valverde - Las Ratas

- 1999 Tony Leblanc - Torrente, el brazo tonto de la ley
  - Agustín González - El abuelo
  - Francisco Algora - Barrio
  - Jorge Sanz - La niña de tus ojos

- 2000 Juan Diego - París Tombuctú
  - Mario Gas - Amic/Amat
  - José Coronado - Goya
  - Álex Angulo - Muertos de risa

### Thập niên 2000
| Năm  | Diễn viên             | Tên phim tiếng Anh        | Tên gốc                         |
| ---- | --------------------- | ------------------------- | ------------------------------- |
| 2000 | Emilio Gutiérrez Caba | Common Wealth             | La comunidad                    |
| 2000 | Luis Cuenca           | Masterpiece               | Obra maestra                    |
| 2000 | Juan Diego            | You're the One            | Una historia de entonces        |
| 2000 | Iñaki Miramón         | You're the One            | Una historia de entonces        |
| 2001 | Emilio Gutiérrez Caba | Ten Days Without Love     | El cielo abierto                |
| 2001 | Antonio Dechent       | Intact                    | Intacto                         |
| 2001 | Gael García Bernal    | Don't Tempt Me            | Sin noticias de Dios            |
| 2001 | Eduard Fernández      | Sound of the Sea          | Son de mar                      |
| 2002 | Luis Tosar            | Mondays In The Sun        | Los lunes al sol                |
| 2002 | José Coronado         | Box 507                   | La caja 507                     |
| 2002 | Carlos Hipólito       | Story of a Kiss           | Historia de un beso             |
| 2002 | Alberto San Juan      | The Other Side of the Bed | El otro lado de la cama         |
| 2003 | Eduard Fernández      | In the City               | En la ciudad                    |
| 2003 | José Luis Gómez       | The End of a Mystery      | La luz prodigiosa               |
| 2003 | Joan Dalmau           | Soldiers of Salamina      | Soldados de Salamina            |
| 2003 | Juan Diego            | Torremolinos 73           | Torremolinos 73                 |
| 2004 | Celso Bugallo         | The Sea Inside            | Mar adentro                     |
| 2004 | Luis Varela           | Ferpect Crime             | Crimen ferpecto                 |
| 2004 | Unax Ugalde           | Héctor                    | Héctor                          |
| 2004 | Juan Diego            | The 7th Day               | El 7° día                       |
| 2005 | Carmelo Gómez         | The Method                | El método                       |
| 2005 | Javier Cámara         | The Secret Life of Words  | La vida secreta de las palabras |
| 2005 | Fernando Guillén      | Other Days Will Come      | Otros días vendrán              |
| 2005 | Enrique Villén        | Ninette                   | Ninette                         |
| 2006 | Antonio de la Torre   | DarkBlueAlmostBlack       | Azuloscurocasinegro             |
| 2006 | Juan Diego Botto      | Go Away from Me           | Vete de mí                      |
| 2006 | Juan Echanove         | Alatriste                 | Alatriste                       |
| 2006 | Leonardo Sbaraglia    | Salvador (Puig Antich)    | Salvador (Puig Antich)          |
| 2007 | José Manuel Cervino   | 13 Roses                  | Las 13 rosas                    |
| 2007 | Raúl Arévalo          | Seven Billiard Tables     | Siete mesas de billar francés   |
| 2007 | Emilio Gutiérrez Caba | La torre de Suso          | La torre de Suso                |
| 2007 | Carlos Larrañaga      | Luz de domingo            | Luz de domingo                  |
| 2007 | Julián Villagrán      | Under the Stars           | Bajo las estrellas              |
| 2008 | Jordi Dauder          | Camino                    | Camino                          |
| 2008 | José Ángel Egido      | The Blind Sunflowers      | Los girasoles ciegos            |
| 2008 | Fernando Tejero       | Chef's Special            | Fuera de carta                  |
| 2008 | José María Yazpik     | Just Walking              | Sólo quiero caminar             |
| 2009 | Raúl Arévalo          | Gordos                    | Gordos                          |
| 2009 | Antonio Resines       | Cell 211                  | Celda 211                       |
| 2009 | Carlos Bardem         | Cell 211                  | Celda 211                       |
| 2009 | Ricardo Darín         | The Dancer and the Thief  | El baile de la victoria         |

## Thập niên 2010
| Năm  | Đoạt giải và Đề cử | Tên tiếng Anh                  | Tên gốc                        |
| ---- | ------------------ | ------------------------------ | ------------------------------ |
| 2010 | Karra Elejalde     | Even the Rain                  | También la lluvia              |
| 2010 | Álex Angulo        | The Great Vazquez              | El gran Vázquez                |
| 2010 | Sergi López        | Black Bread                    | Pa negre                       |
| 2010 | Eduard Fernández   | Biutiful                       | Biutiful                       |
| 2011 | Lluís Homar        | Eva                            | Eva                            |
| 2011 | Raúl Arévalo       | Primos                         | Primos                         |
| 2011 | Juanjo Artero      | No habrá paz para los malvados | No habrá paz para los malvados |
| 2011 | Juan Diego         | 23-F. La película              | 23-F. La película              |